# Cantachiaro
Cantachiaro è uno spettacolo teatrale di rivista scritto da Italo De Tuddo, Pietro Garinei, Sandro Giovannini e Franco Monicelli andato in scena per prima volta a Roma, al Teatro Quattro Fontane, il 1º settembre 1944.
In origine "Cantachiaro" è una rivista settimanale umoristica e satirica che nasce a Roma il 6 giugno 1944, il giorno dopo la liberazione della città, per iniziativa di Franco Monicelli, che ne è direttore, con in redazione Italo De Tuddo, Furio Scarpelli, Michele Majorana, Pietro Garinei e Sandro Giovannini; l'editore è Realino Carboni (la rivista verrà pubblicata fino al 1951). In analogia con le precedenti riviste satiriche Marc'Aurelio, Bertoldo, Il Settebello, questo periodico si rivelerà una fucina di talenti nel campo della sceneggiatura e della regia cinematografica. 
Dopo un incontro con l'impresario teatrale Remigio Paone, che si mostra interessato, nasce l'idea di portare sul palcoscenico la creatività, le gag e l'intero spirito dissacratorio della pubblicazione. Da un assortimento di graffianti raccontini umoristici a ruota libera si passa al copione di uno spettacolo di rivista, per riportare «dal vivo» le storielle che i giornalisti si raccontano, per tirar la notte, nel retrobottega della farmacia che la famiglia Garinei gestisce in Piazza San Silvestro, e che di fatto ha sempre funto da redazione del settimanale, ma è anche luogo d'incontro di intellettuali come Gorresio, un giovane Federico Fellini, Ennio Flaiano, Vincenzo Talarico, Enzo Biagi. 
Lo spettacolo che viene allestito, la prima rivista del dopoguerra, rappresenta una svolta nel fare trattenimento. Non più la rivista compiacente verso il regime, non più le sviolinate a quelli che contano, tra gli sbadigli degli spettatori, ma un modo originale di ricostruire le situazioni, anche le più scabrose, le più irritanti, con una ironia, una malizia, una aggressività filtrate da una scrittura intelligente e da un linguaggio scanzonato e irriverente, che arriva dritto al pubblico. Alla sceneggiatura e all'allestimento collaborano,come scenografi,Furio Scarpelli e il caricaturista Michele Majorana.
Sul palcoscenico vengono chiamati alcuni dei migliori attori, soprattutto giovani, provenienti dal varietà, dalla prosa e dal cinema: fra di essi Anna Magnani, Carlo Ninchi, Marisa Merlini, Lea Padovani, Enrico Viarisio. Le musiche sono affidate a Piero Piccioni che, con la sua appena costituita Orchestra 013, è fra i primi a scatenarsi dando via libera al jazz - per anni proibito dal regime - alla radio e nei locali pubblici. Il successo è sorprendente, e in particolare segna la carriera futura della "ditta" Garinei&Giovannini. La satira politica è pungente e colpisce a tutto campo, ce n'è più che bisogno dopo vent'anni di regime fascista, e il pubblico apprezza, anche se poi contrasti e proteste sono inevitabili. Il quotidiano New York Times dedica alla rappresentazione un proprio articolo, stigmatizzando un numero dello spettacolo in cui compare una satira sul sindaco della città americana Fiorello La Guardia.
(Enzo Biagi, Garinei amava la musica del pubblico)
Un anno dopo, il 17 maggio 1945, sempre al Teatro Quattro Fontane, va in scena Cantachiaro n. 2, in cui a Magnani, Viarisio e Barnabò si aggiungono Gino Cervi, Giacomo Rondinella, Patrizia Lari, Aroldo Tieri, Ave Ninchi, Laura Gore, Giovanni Saccenti, Raimondo Vianello, Massimo Serato, Tatiana Farnese, Piero Landi, Mara Lopez, Nino Dal Fabbro, Nella Mirizzi, Dedi Ristori, Dora Cureno, Umberto Capecci.
Il 27 settembre 1946, al Teatro Nuovo di Milano, va in scena poi Cantachiaro n. 3, che però è un'antologia dei precedenti. Vengono introdotti nuovi attori: Ernesto Calindri, Gianni Agus, Enzo Turco, Nino Besozzi, Roberto Paoletti, Federico Collino, Paola Orlowa, Pina Renzi, Tina Perna.